# Salyut 2
A Salyut 2 foi lançada em 4 de Abril de 1973. Ela não era realmente uma integrante do mesmo programa que as outras estações espaciais Salyut, ao invés disso, era um protótipo militar altamente classificado de uma estação espacial Almaz. Foi dada a designação Salyut 2 para esconder sua natureza real. Apesar de seus lançamento bem sucedido, com dois dias a ainda não tripulada Salyut 2 começou a perder pressão e seu controle de voo falhou: a causa da falha foi uma perfuração na carcaça quando a estação descartou o estágio superior do foguete Proton que a colocou em órbita e explodiu proximamente. Em 11 de Abril, a estação perdeu quatro painéis solares e toda sua alimentação. A Salyut 2 reentrou na atmosfera terrestre em 28 de Maio de 1973.

## Especificações
- Comprimento - 14.55 m
- Diâmetro máximo - 4.15 m
- Volume Habitável - 90 m³
- Peso no lançamento - 18,900 kg
- Veículo de lançamento - Proton (três estágios)
- Número de painéis solares - 2
- Transportadores de recarga - Soyuz Ferry
- Número de portos de aterrissagem - 1
- Total de missões tripuladas - 0
- Total de missões tripuladas de longa duração - 0
- Número de motores principais - 2
- Impulso do motor principal (cada) - 400 kg

## Naves espaciais visitantes e grupos
- Nenhuma